# Église Saint-Gervais-et-Saint-Protais de Mittois
Pour les articles homonymes, voir Église Saint-Martin.
L'église Saint-Gervais-et-Saint-Protais est une église catholique située à Mittois, en France. Datant des XIIIe et XVIe siècles, elle est inscrite au titre des Monuments historiques.

## Localisation
L'église est située dans le département français du Calvados, dans le petit bourg de Mittois.

## Historique
L'édifice est inscrit au titre des Monuments historiques depuis le 19 juillet 1926.